# Les 36 justes
Les 36 justes (The Book of Names) est un roman américain de Karen Tintori et Jill Gregory paru en 2007.

## Histoire
En 1986 en Égypte, sir Rodney, un archéologue est assassiné par Raoul Ledoux, son assistant, alors qu'ils faisaient des fouilles à Saqqarah dans la cité des Morts. Ils venaient de déterrer un trésor : un rouleau de papyrus. Le même jour, à Hartford, aux États-Unis, dans le Connecticut, trois adolescents : Abby, Chris et David tombent d'un toit. Les deux garçons frôlent la mort et sombrent dans le coma. 
Vingt ans plus tard, en 2006, David souffre d'horribles maux de tête inexpliqués. Ceux-ci lui permettent d'entendre les noms et les prénoms de personnes qu'il ne connait pas et qui habitent aux quatre coins de la planète. Il les note tous dans un cahier rouge qu'il garde précieusement sans savoir pourquoi il les entend et à qui ils correspondent.
Son ami Dillon, lui indique le nom d'un magnétiseur et ce dernier, lui conseille d'aller voir Rabbi Eliezer ben Moshé, qui a consacré sa vie à l'étude de la Kabbale. Celui-ci lui demande son cahier, sur lequel il a écrit le nom de sa belle-fille Stacy, ainsi que l'agate, la pierre qu'il avait retrouvé sur les lieux de l'accident et qui appartenait à Chris. 
David apprend que d'après la Kabbale, Adam aurait écrit dans le « livre des noms », les noms des 36 Justes de chaque génération, passée, présente et avenir ; c'est grâce à eux que le monde actuel peut subsister.
Mais il y a des « anges noirs » qui sont les ennemis de Dieu. C'est une société secrète issue d'une secte religieuse antique, les gnostisques. Ils veulent le cahier de David ainsi qu'un pectoral du jugement serti de douze joyaux correspondants aux douze tribus d'Israël. Ils en possèdent déjà deux, quatre autres sont à Jérusalem et deux entre les mains de David.
Il ne reste bientôt plus que  trois Justes sur terre, les anges noirs doivent les éliminer et la création sera anéantie. Le monde commence déjà à basculer : attentats terroristes, tremblements de terre, assassinats, disparitions mystérieuses, maladies, famines, etc. Quand tous les Justes auront disparu, l'aube du Gnoseos se lèvera. Il ne restera plus rien du monde tel que nous le connaissons actuellement.
Quand le nom de sa belle-fille Stacy lui résonne dans la tête, Il comprend qu'elle est en danger et il se donne donc pour mission de sauver les derniers Justes vivants et ainsi sauver l'humanité.

## Personnages
- David Sheperd : fils d'un ancien sénateur est Professeur des Sciences Politiques depuis dix ans. La trentaine passée, il est divorcé de Meredith.
- Stacy Lachman : une adolescente de 13 ans, c'est la belle-fille de David.
- Mérédith Lachman : la maman de Stacy, elle a été mariée pendant sept ans avec David.
- Rabbi Eliezer ben Moshé : un vieux sage qui a consacré sa vie à l'étude de la Kabbale.
- Yaël Harpaz : jeune femme israélienne experte en archéologie qui va aider David dans sa mission.
- Karl Hutchinson : ancien garde du corps du père de David, il va protéger Stacy et Meredith.
- Dillon Mc Grath : est prêtre et professeur de théologie. C'est l'ami de David.
- Raoul Ledoux : c'est tueur à gages pour le compte du Gnoseos.
- Chris Mueller : Ancien camarade de David, ils se sont perdus de vue depuis l'accident. Il est le fils de l'ambassadeur de Suisse
- Edouardo Di Stéfano : premier ministre italien, il fait partie du Gnoseos.
- Alberto Ortega : ancien secrétaire général des Nations unies, il fait aussi partie du Gnoseos.